# Nicole Duranton
Pour les articles homonymes, voir Duranton.
Nicole Duranton, née le 13 octobre 1958 à Breteuil (Eure), est une femme politique française, sénatrice de l'Eure.

## Biographie
Elle est élue sénatrice de l'Eure le 28 septembre 2014.
Elle est conseillère régionale de Haute-Normandie entre 2010 et 2015 et maire de Nagel-Séez-Mesnil de 2008 à 2014. Elle est actuellement conseillère municipale d'Évreux depuis mars 2014. À ce titre, elle devient un mois plus tard vice-présidente du Grand Évreux Agglomération chargée des mobilités durables et de l'accessibilité, fonction qu'elle occupe jusqu'au 9 janvier 2017. Elle est par la suite conseillère communautaire de la nouvelle entité Évreux Portes de Normandie.
En juillet 2015, elle est nommée au conseil supérieur de l'Agence France-Presse.
Elle soutient Bruno Le Maire pour la primaire présidentielle des Républicains de 2016. En septembre 2016, elle est nommée directrice de campagne régionale pour la Normandie.
Non réélue lors des élections sénatoriales de 2020 dans l'Eure, elle fait cependant son retour au Sénat en novembre 2020, en tant que deuxième de liste, en remplacement de Sébastien Lecornu, membre du gouvernement.